# Tage Sjöberg
Lars Ivar Tage Sjöberg, född 21 juli 1901 i Bollnäs, död 30 december 1966 i Sundbyberg, var en svensk pingstpastor, missionär och författare. 
Som ung var han en av pingstväckelsens banbrytare. Han blev en av Lewi Pethrus närmaste medarbetare i Filadelfiakyrkan i Stockholm. Han blev internationell i sin tjänst genom olika perioder i USA, Finland, Grekland, Turkiet, Iran, Pakistan, Japan, Thailand och Sri Lanka. På många platser grundades nya församlingar och han startade bibelskolor där unga människor utbildades.
Under finska vinterkriget i Finland räddades hans liv vid flera tillfällen, enligt honom själv på grund av att Gud grep in och varnade honom. Han ansåg även att Gud hade helat honom från cancer.
Tage Sjöberg gifte sig 1929 med Helga Eriksson (1906–1997) och paret hade barnen Kjell och Stanley, båda pastorer, samt Ann-Mari, Siw, Runa och Bengt. Makarna Sjöberg är gravsatta på Sundbybergs begravningsplats.